# Olivier Liégeois
Olivier Liégeois (Lieja, 26 de agosto de 1954) es un expiloto de motociclismo belga, que compitió en el Campeonato del Mundo de Motociclismo entre 1976 y 1987. Su mejor temporada fue en 1985 cuando acabó undécimo en la categoría de 125cc.

## Biografía
Liégeois debuta en el Gran Premio de Bélgica de 1976 de 250cc y repite esa intervenciones esporádicas los siguientes años. No sería hasta 1982 cuando disputaría la totalidad de la temporada del Mundial, acabando en la posición 25 de la categoría de 125cc. Sus años más competitivos en el Mundial serían en 1985, donde acabaría en décimo lugar en la cilindrada de 125cc y 1986 en la que acabó undécimo en la general. Aparte de esto, se proclamó campeón de Bélgica en tres ocasiones (250cc y 500cc en 1979, en 125cc en 1981).
Después de su retirada en 1987, Liégeois funda la empresa Liegeois Competition, asumiendo las funciones de jefe de equipo de escuderías. Durante estos años, ha sido jefe de pilotos de alto nivel como el japonés Masao Azuma, el italiano Marco Melandri el estadounidense Mike di Meglio, entre otros.

## Resultados en el Campeonato del Mundo
Sistema de puntuación desde 1969 hasta 1987:
| Posición | 1.º | 2.º | 3.º | 4.º | 5.º | 6.º | 7.º | 8.º | 9.º | 10.º |
| Puntos   | 15  | 12  | 10  | 8   | 6   | 5   | 4   | 3   | 2   | 1    |

### Carreras por año
(Carreras en negrita indica pole position; Carreras en cursiva indica vuelta rápida)
| Año  | Clase | Moto      | 1       | 2       | 3       | 4       | 5      | 6       | 7       | 8       | 9      | 10      | 11      | 12      | 13      | 14      | Pts. | Pos. |
| ---- | ----- | --------- | ------- | ------- | ------- | ------- | ------ | ------- | ------- | ------- | ------ | ------- | ------- | ------- | ------- | ------- | ---- | ---- |
| 1976 | 250cc | Yamaha    | FRA -   |         | NAT -   | YUG -   | IOM -  | NED -   | BEL Ret | SWE -   | FIN -  | CZE -   | GER -   | ESP -   |         |         | 0    | -    |
| 1977 | 250cc | Yamaha    | VEN -   | GER -   | NAT -   | ESP -   | FRA -  | YUG -   | NED -   | BEL 19  | SWE -  | FIN -   | CZE -   | GBR -   |         |         | 0    | -    |
| 1978 | 250cc | Yamaha    | VEN -   | ESP -   |         | FRA -   | NAT -  | NED -   | BEL -   | SWE -   | FIN -  | GBR -   | GER -   | CZE -   | YUG 18  |         | 0    | -    |
| 1979 | 250cc | Yamaha    | VEN -   |         | GER -   | NAT -   | ESP -  | YUG -   | NED -   | BEL Ret | SWE 17 | FIN Ret | GBR -   | CZE -   | FRA -   |         | 0    | -    |
| 1979 | 350cc | Yamaha    | VEN -   | AUT -   | GER 22  | NAT -   | ESP -  | YUG -   | NED -   |         |        | FIN -   | GBR -   | CZE -   | FRA -   |         | 0    | -    |
| 1980 | 125cc | Yamaha    | NAT -   | ESP -   | FRA -   | YUG -   | NED -  | BEL 24  | FIN -   | GBR -   | CZE -  | GER -   |         |         |         |         | 0    | -    |
| 1980 | 250cc | Yamaha    | NAT -   | ESP -   | FRA -   | YUG -   | NED -  | BEL 13  | FIN -   | GBR -   | CZE 23 | GER 18  |         |         |         |         | 0    | -    |
| 1981 | 125cc | MBA       | ARG -   | AUT -   | GER Ret | NAT -   | FRA -  | ESP -   | YUG -   | NED -   |        | RSM 14  | GBR 10  | FIN Ret | SWE -   | CZE -   | 1    | 37.º |
| 1981 | 250cc | Armstrong | ARG -   |         | GER -   | NAT -   | FRA -  | ESP -   |         | NED -   | BEL 20 | RSM -   | GBR -   | FIN -   | SWE -   | CZE -   | 0    | -    |
| 1982 | 500cc | Suzuki    | ARG -   | AUT -   | FRA 11  | ESP -   | NAT -  | NED -   | BEL Ret | YUG 26  | GBR -  | SWE 13  |         |         | RSM -   | GER Ret | 0    | -    |
| 1983 | 125cc | Sanvenero |         | FRA -   | NAT Ret | GER Ret | ESP -  | AUT -   | YUG -   | NED 26  | BEL 19 | GBR 12  | SWE Ret | RSM -   |         |         | 0    | -    |
| 1984 | 125cc | MBA       |         | NAT Ret | ESP Ret |         | GER 11 | FRA Ret |         | NED 15  |        | GBR 7   | SWE 10  | RSM 8   |         |         | 8    | 13.º |
| 1985 | 125cc | MBA       |         | ESP Ret | GER 6   | NAT Ret | AUT 6  |         | NED Ret | BEL 8   | FRA 10 | GBR 8   | SWE 9   | RSM 7   |         |         | 23   | 10.º |
| 1986 | 125cc | Assmex    | ESP Ret | NAT Ret | GER 7   | AUT 6   |        | NED DNQ | BEL 5   | FRA Ret | GBR 8  | SWE Ret | RSM Ret | BDW 8   |         |         | 21   | 11.º |
| 1987 | 125cc | Assmex    |         | ESP Ret | GER 15  | NAT 10  | AUT 11 |         | NED 13  | FRA 8   | GBR 12 | SWE -   | CZE Ret | RSM 11  | POR Ret |         | 4    | 21.º |